# Ołtarz główny katedry Najświętszej Marii Panny we Fryburgu Bryzgowijskim

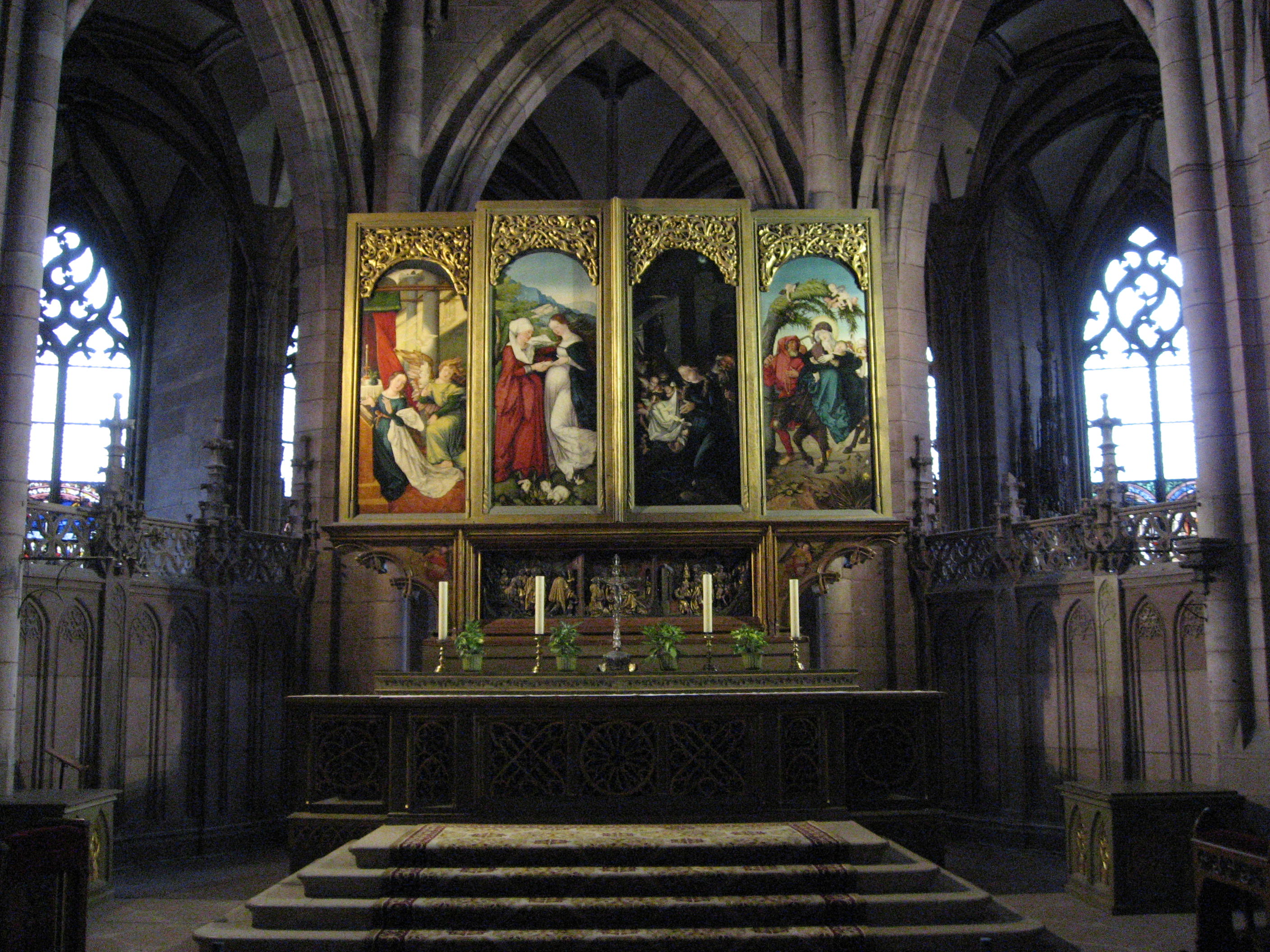
Zamknięty ołtarz główny w okresie Bożego Narodzenia

Ołtarz główny katedry Najświętszej Marii Panny we Fryburgu Bryzgowijskim – poliptyk namalowany przez Hansa Baldunga między 1512 a 1516 dla katedry we Fryburgu Bryzgowijskim.
Zgodnie z wezwaniem katedry tematem ołtarza jest życie Maryi, względnie ekonomia zbawienia. Ołtarz pozostaje otwarty przez większą część roku kościelnego, z wyjątkiem okresu Bożego Narodzenia i wielkiego postu. Po otwarciu środkowa część ołtarza przedstawia Koronację Matki Boskiej. Oba skrzydła boczne ukazują Zesłanie Ducha Świętego na dwunastu apostołów Jezusa. Tylna część ołtarza przedstawia Ukrzyżowanie.
W okresie Bożego Narodzenia ołtarz jest zamknięty i przedstawia wtedy cztery sceny związane tematycznie z tym okresem roku kościelnego: Zwiastowanie Najświętszej Maryi Panny, Nawiedzenie Najświętszej Maryi Panny, narodziny Jezusa i ucieczkę do Egiptu. Tylna część przedstawia sceny ukrzyżowania, tablice boczne zaś – postacie dwóch świętych. Pod nimi znajduje się wyobrażenie patrona miasta, św. Jerzego.
Część przednią predelli stanowi relief wyobrażający pokłon Trzech Króli, dzieło nadreńskiego snycerza Hansa Wydyza. Tylna część predelli przedstawia zarządcę katedry we Fryburgu modlącego się przed Matką Boską z Dzieciątkiem na ręku.
Ołtarz znajduje się cały czas w tym samym, historycznym miejscu. Jedynie w 1827 został przesunięty o 2,5 m w kierunku wschodnim, co było podyktowane chęcią poszerzenia miejsca w prezbiterium. Przy okazji poszerzono i podniesiono blok ołtarzowy i dodano neogotyckie drewniane dekoracje. Ozdobiono również tablice apostołów i bożonarodzeniowe misternie wyrzeźbionym w drewnie pnączem. Poza tym ołtarz otrzymał kilkumetrowe neogotyckie zwieńczenie w postaci fial i tabernakulów, które jednak uległo zniszczeniu w czasie drugiej wojny światowej i nie zostało odtworzone. Oryginalny wygląd tego zwieńczenia nie jest znany.
Wymiary ołtarza:
Strona przednia:
- Ołtarz otwarty: Koronacja Maryi. Część środkowa 253 x 232,4 cm, dwa skrzydła boczne, każde 288,5 x 101,5 cm
- Ołtarz zamknięty: Boże Narodzenie. 4 jednakowe tablice, każda 288,5 x 106 cm

Strona tylna: Ukrzyżowanie
- Tablica środkowa 288,5 x 237,2 cm, dwie tablice boczne, każda 288,5 x 106 cm

## Strona przednia – ołtarz otwarty

### Koronacja Maryi

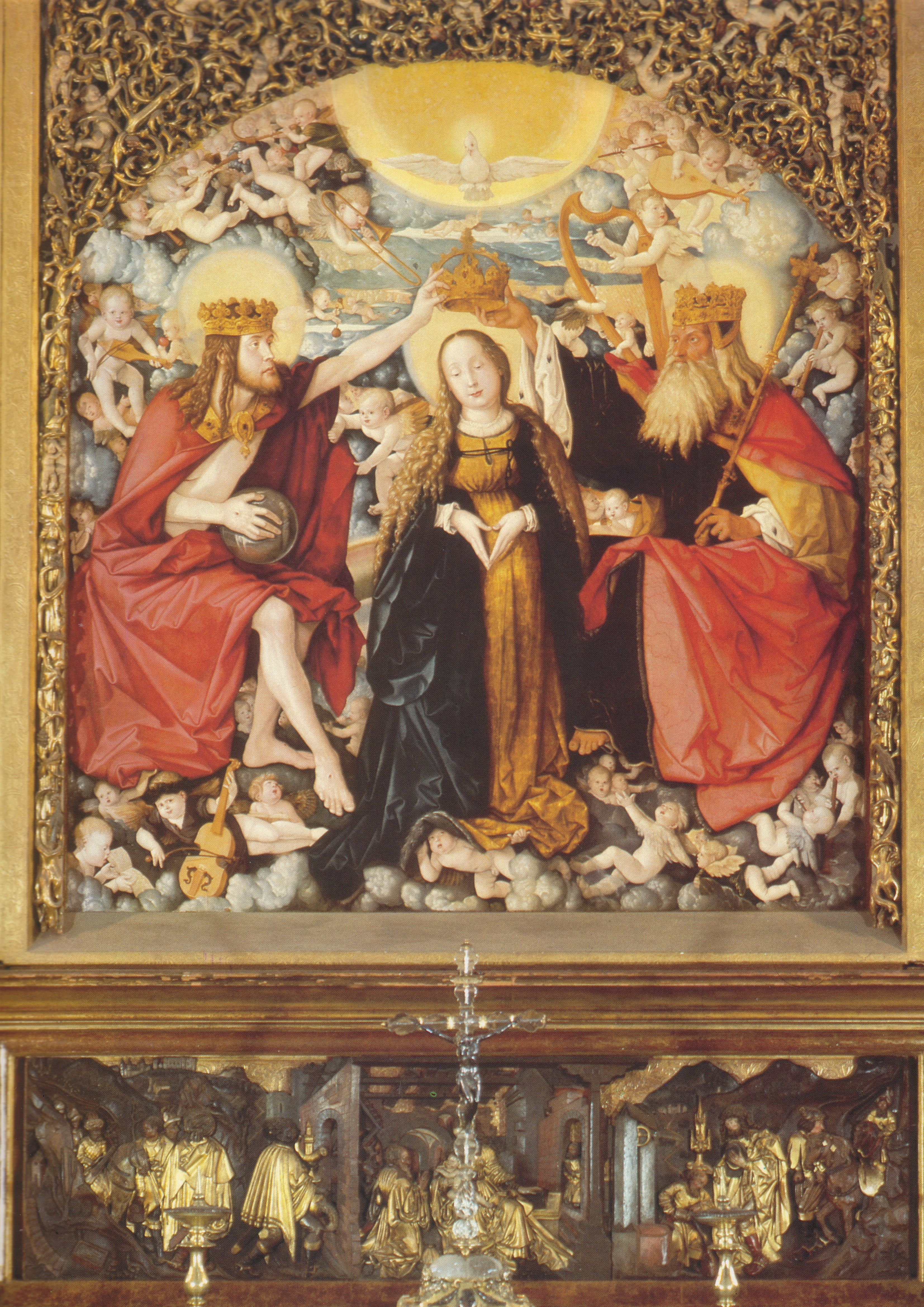
Panel przedni: Koronacja Maryi

Centralna część ołtarza ukazuje koronację Maryi. Korona jest atrybutem Matki Boskiej, Maryi, królowej nieba i uosobienia Kościoła Chrystusa. W sztuce od XIII w. koronacją Maryi określa się ukoronowanie jej przez Chrystusa lub Trójcę Świętą. Baldung obrał za temat ikonograficzny swego dzieła scenę, w której Matka Boska otrzymuje koronę od Trójcy Świętej – w wypełnionym muzykującymi aniołkami niebie siedzą: po lewej stronie Chrystus a po prawej Bóg Ojciec na łuku tęczy. Maryja stoi pomiędzy Chrystusem i Bogiem Ojcem, którzy wspólnie ją koronują; nad koroną unosi się gołębica symbolizująca Ducha Świętego. Umieszczenie Maryi w otoczeniu Trójcy Świętej ma podkreślać jej rolę w ekonomii zbawienia.
Siedzący po prawej stronie Maryi Chrystus ubrany jest w szeroki, czerwony płaszcz, luźno przerzucony przez ramię i spięty pod szyją złotą sprzączką. Loki brązowych włosów opadają mu na ramiona. Na piersiach, ręce i nogach widoczne są stygmaty jego męki. Na głowie ma złotą koronę, przypominającą koronę cierniową. Czerwone kamienie szlachetne, którymi wysadzana jest korona, przypominają krew przelaną podczas męki. Prawą ręką przytrzymuje leżącą na kolanach szklaną kulę, w której odbija się oblicze Maryi.
Po lewej stronie Maryi króluje siwobrody Bóg Ojciec, okryty czerwonozłotym płaszczem, narzuconym na czarną suknię, podszytą futrem gronostaja. Na głowie ma camauro obramowane złotą lamówką i złotą koronę wysadzaną drogimi kamieniami. W lewej ręce dzierży berło, a w prawej złotą koronę, którą podtrzymuje wspólnie z Synem nad głową Maryi.
Maryja ma oczy spuszczone w pokorze, a dłonie złożone do modlitwy. Jej jasne, kręcone włosy spływają aż do bioder. Ubrana jest w długą suknię w kolorze złota, na którą narzucony jest ciemnoniebieski, podszyty futrem płaszcz, luźno spięty przepaską, spływający ciężkimi fałdami na kłębiące się pod jej stopami obłoki.
Scenę koronacji dopełnia ożywione tło: liczne, pulchne, przypominające amorki aniołki wesoło baraszkują niczym dzieci wśród kłębiących się obłoków. Jedne z nich śpiewają, inne muzykują, jeszcze inne podskubują boskie szaty. Jeden z aniołków próbuje ukryć się w fałdach płaszcza Maryi.

### Zesłanie Ducha Świętego

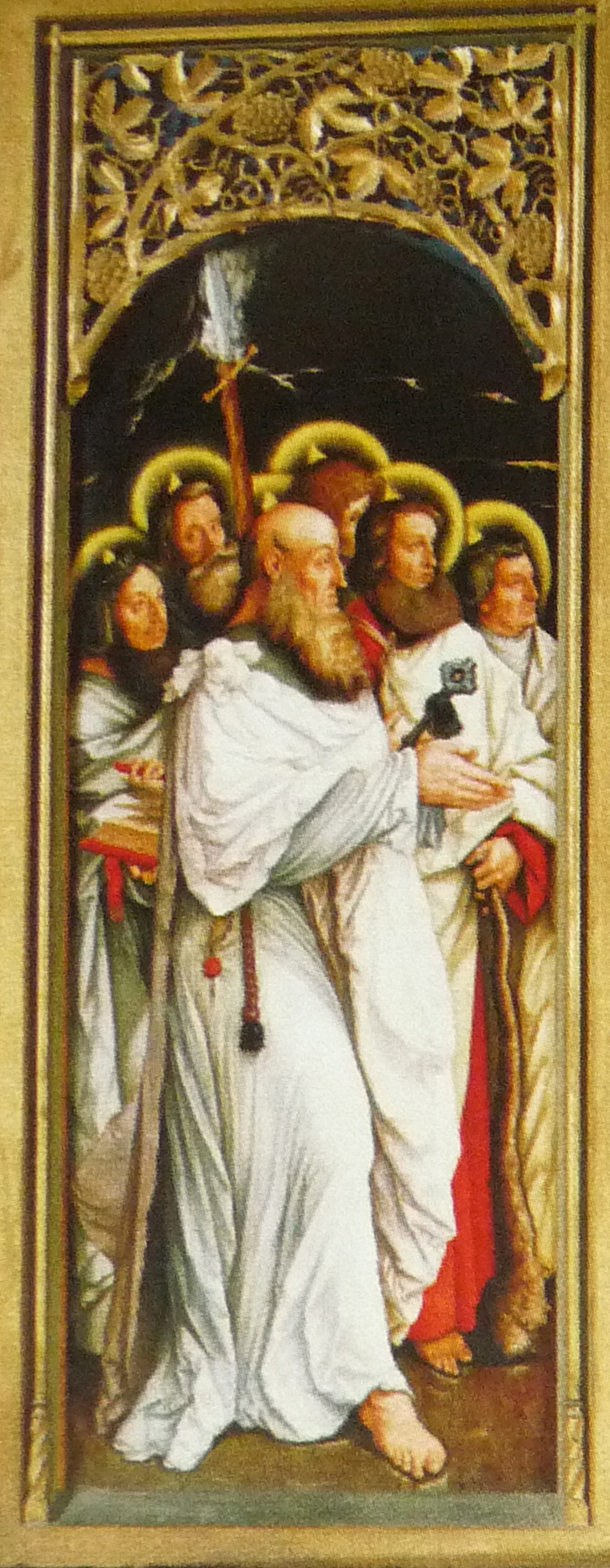
Lewe skrzydło ołtarza. Na pierwszym planie św. Paweł

Program ikonograficzny skrzydeł bocznych ołtarza nawiązuje do zesłania Ducha Świętego na apostołów przez Syna po wypełnieniu jego ziemskiej misji. Na każdym ze skrzydeł ukazanych jest na tle czarnego nieba po sześciu apostołów ubranych przeważnie w białe szaty. Nie wszyscy z nich mają atrybuty, dzięki którym można by ich zidentyfikować.
Lewe skrzydło ołtarza zdominowane jest przez imponującą postać św. Pawła, zwanego Apostołem Narodów. Przedstawiony on jest na pierwszym planie jako łysiejący, starszy mężczyzna ze zmierzwioną brodą, ubrany w wytworną togę, zawiązaną luźno na ramionach, przepasaną sznurem z drewnianych pereł i spiętą ozdobną, czerwoną broszą. Ramiona jego przykrywa biały płaszcz. Dłonie Apostoła Narodów są złożone do modlitwy. Pod lewym ramieniem widnieje rękojeść miecza, symbolu jego męczeństwa. Towarzyszą mu jeden z czterech ewangelistów, rozpoznawalny dzięki trzymanej w ręku księdze, oraz św. Jakub Mniejszy, który jako jedyny nosi czerwone szaty, przykryte jednak, jak u pozostałych, białą narzutą. W ręku trzyma św. Jakub swój atrybut – pałkę foluszniczą. Za św. Jakubem i św. Pawłem widoczny jest św. Tomasz z włócznią. Dwaj pozostali apostołowie są częściowo zasłonięci przez pozostałych. Nad głowami wszystkich apostołów, otoczonymi aureolą, widnieją języki ognia, symbolizujące zesłanie Ducha Świętego. Na tle czarnego nieba widoczne są dalsze płomyki spadające na ziemię w postaci świetlistych smug.

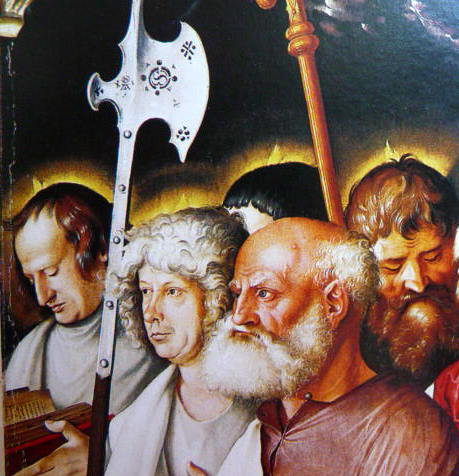
Prawe skrzydło ołtarza (fragment). Na pierwszym planie św. Piotr

Prawe skrzydło ołtarza zdominowane jest przez potężną postać św. Piotra. Przedstawiony on został jako łysiejący, siwy, brodaty, starzec o ogorzałej twarzy i muskularnej budowie, zdradzającej znaczną siłę fizyczną. Bystry, przenikliwy wzrok pod krzaczastymi brwiami znamionuje przywódcę Ludu Wybranego Nowego Przymierza, prawodawcę, a także nauczyciela. Św. Piotr stoi na skalistym gruncie na szeroko rozstawionych nogach, co jest wyraźnym nawiązaniem do słów Jezusa:

Otóż i Ja tobie powiadam: Ty jesteś Piotr [czyli Skała], i na tej skale zbuduję Kościół mój, a bramy piekielne go nie przemogą (Mt 16,18 i nast.).

Przywódca apostołów ubrany jest w jasnobrązową suknię z luźno narzuconym białym płaszczem, przytrzymywanym mocno zaciśniętą lewą ręką. Potężny klucz w jego prawym ręku symbolizuje klucz do Królestwa Niebieskiego.
Za św. Piotrem stoi kolejny ewangelista - prawdopodobnie św. Jan, młody mężczyzna o pulchnej, miłej twarzy, pozbawionej zarostu i jasnymi włosami przystrzyżonymi na wzór pazia. On również ubrany jest w białą szatę, z czerwonym szalem zawiniętym wokół szyi. Obok niego stoi św. Filip z krzyżem osadzonym na długim pręcie, dalej ewangelista Mateusz, trzymający w ręku halabardę, jeden z jego atrybutów. Nad halabardą, niczym mała chorągiewka, trzepocze skrzydłami gołębica Ducha Świętego, symbolizująca boskie natchnienie ewangelistów. Dwaj pozostali apostołowie są trudni do zidentyfikowania. Jeden z nich jest niemal całkowicie zasłonięty, podczas gdy drugi, trzymający w dłoniach otwartą księgę, pozbawiony jest atrybutów, ułatwiających jego identyfikację. Podobnie jak na lewym skrzydle tak i tu ponad głowami wszystkich apostołów, okolonymi aureolą, unoszą się złociste języki ognia.

## Strona przednia – ołtarz zamknięty

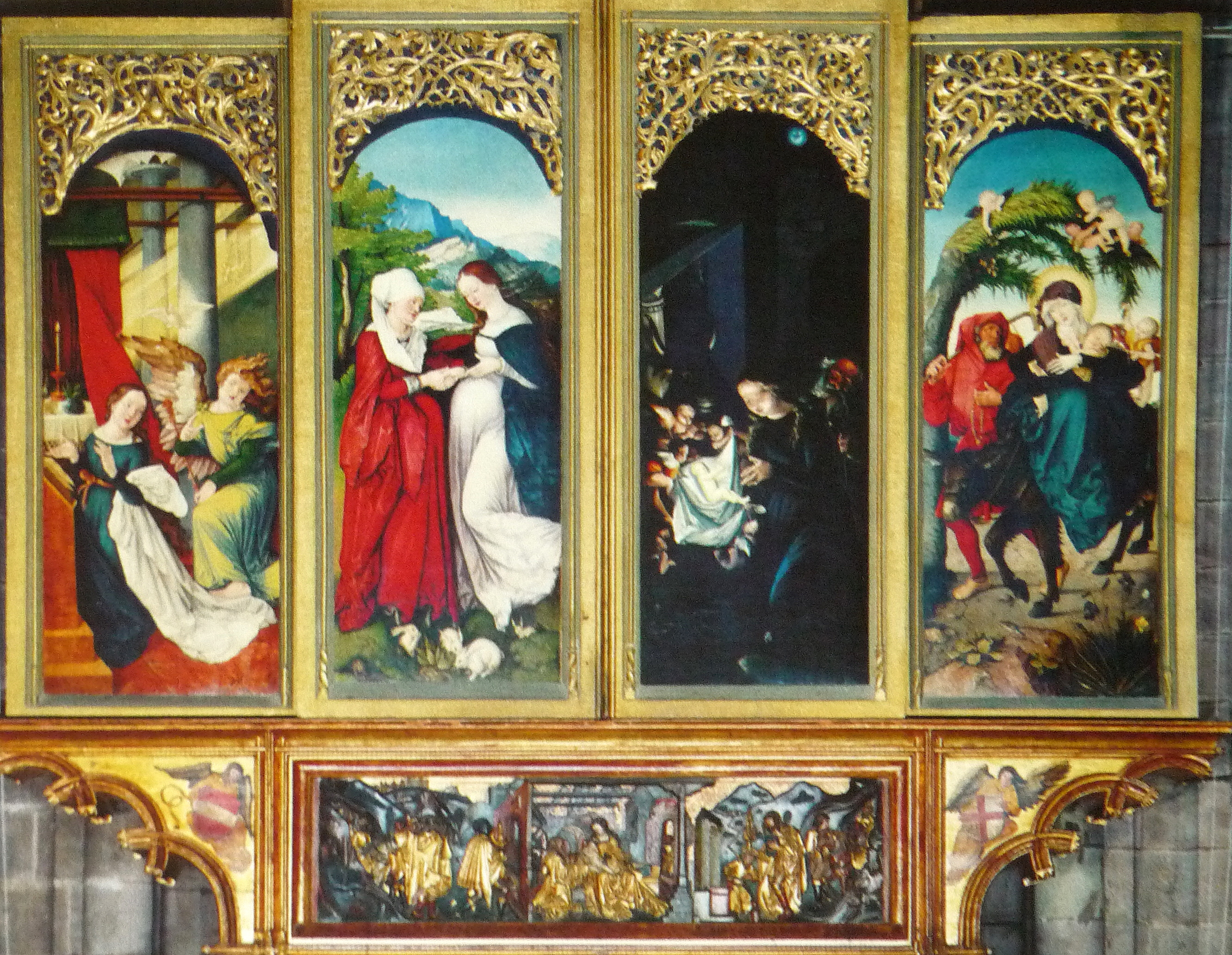
Ołtarz bożonarodzeniowy – cztery sceny z życia Maryi

Od pierwszej niedzieli Adwentu do 2 lutego, Święta Matki Boskiej Gromnicznej, kiedy to dawniej tradycyjnie kończył się okres Bożego Narodzenia, ołtarz jest zamknięty. Przedstawia wtedy ułożone chronologicznie cztery sceny z życia Maryi, kolejno od lewej: Zwiastowanie Najświętszej Maryi Panny, Nawiedzenie Najświętszej Maryi Panny, Boże Narodzenie i Ucieczkę do Egiptu.

### Zwiastowanie Najświętszej Maryi Panny
Wielkoformatowy obraz ukazuje pokój Maryi, którego sufit wspierają dwie potężne kolumny. Pokój jest urządzony skromnie, umieszczono w nim tylko parę mebli. Maryja klęczy przy pulpicie, na którym leży otwarta księga. Odwraca się na bok, zaskoczona nagłym pojawieniem się Archanioła Gabriela. Został on przedstawiony w dynamicznej pozie jako młodzieniec z rozwianymi, rudymi włosami, ubrany w mieniącą się, zieloną szatę, ze skrzydłami szeroko rozpostartymi, opadając na ziemię i stawiając swe stopy na wyłożoną kafelkami podłogę. W lewej ręce trzyma berło, a prawą unosi w geście pozdrowienia anielskiego, aby przekazać Maryi brzemienne w skutki orędzie.
Scenę zwiastowania oświetlają trzy źródła światła. Twarz i ręce Maryi oświetlone są przez światło dnia wpadające do wnętrza przez niewidoczne na obrazie otwarte okno. Z tyłu, w tle, płonie na stole mała świeczka. Poprzez kolumny przedziera się potężny, nieziemski strumień światła, w którym widnieje złoty blask gołębicy Ducha Świętego i świetlisty kształt mającego się narodzić za jego sprawą Dzieciątka Jezus.
Na dalszym planie umieszczony jest stół przykryty białym, płóciennym, wykończonym frędzlami obrusem, stojący przed łożem przesłoniętym ciężką, czerwoną kotarą. Na stole znajdują się: dwa naczynia z przezroczystego szkła, złoty świecznik z zapaloną świeczką i gliniany wazon z konwaliami. Wszystkie te przedmioty mają swoje mariologiczno-chrystologiczne przesłanie: konwalie symbolizują czystość, pokorę i skromność Maryi, naczynia na wodę i wino oraz szklane cyborium symbolizują Stary Testament zaś płonąca świeca – Jezusa Chrystusa, który podobnie jak ona jest również światłem, tyle że duchowym, znakiem zwycięstwa światła nad ciemnością i życia nad śmiercią. Dlatego mówił on sam o Sobie, że jest Światłem:

Ja jestem światłością świata. Kto idzie za Mną, nie będzie chodził w ciemności, lecz będzie miał światło życia (J 8, 12).

### Nawiedzenie Najświętszej Maryi Panny
Tematem drugiego w kolejności obrazu jest scena z Ewangelia według św. Łukasza, opisująca spotkanie Maryi i jej krewnej, Elżbiety (Łk 1, 39–45). Obie kobiety spotykają się w jasny, pogodny poranek, pod błękitnym niebem, w zielonym, górzystym krajobrazie. Ich postacie wypełniają całą szerokość obrazu. Obie podają sobie ręce na znak przywitania. Starsza z nich, Elżbieta, jako mężatka nosi biały czepiec. Ubrana jest w długą, pofałdowaną, czerwoną suknię z białym wyłogiem na piersi, przykrytą czerwoną narzutą. Widać jej zaokrąglony brzuch znamionujący zaawansowaną ciążę. Maryja została przedstawiona jako młoda dziewczyna o zachwycającej urodzie, również będąca w widocznej ciąży. Jest ubrana w suknię koloru białego, z prostym, zaokrąglonym dekoltem. Jej ramiona są luźno przykryte ciemnoniebieską narzutą, spiętą na piersiach ozdobną przepaską. Puszyste włosy spływają na ramiona, a przykrywający je delikatny welon rozwiewa podmuch wiatru. U jej stóp widać kilka białych królików, które symbolizują wiosnę, budzenie się do życia, płodność natury i wskazują na brzemienny stan obu kobiet. Rosnące za nimi na pagórku młode, zielone drzewko może być w tym kontekście rozumiane jako nowotestamentowe drzewo życia i drzewo krzyża, na którym umarł Chrystus.

### Boże Narodzenie

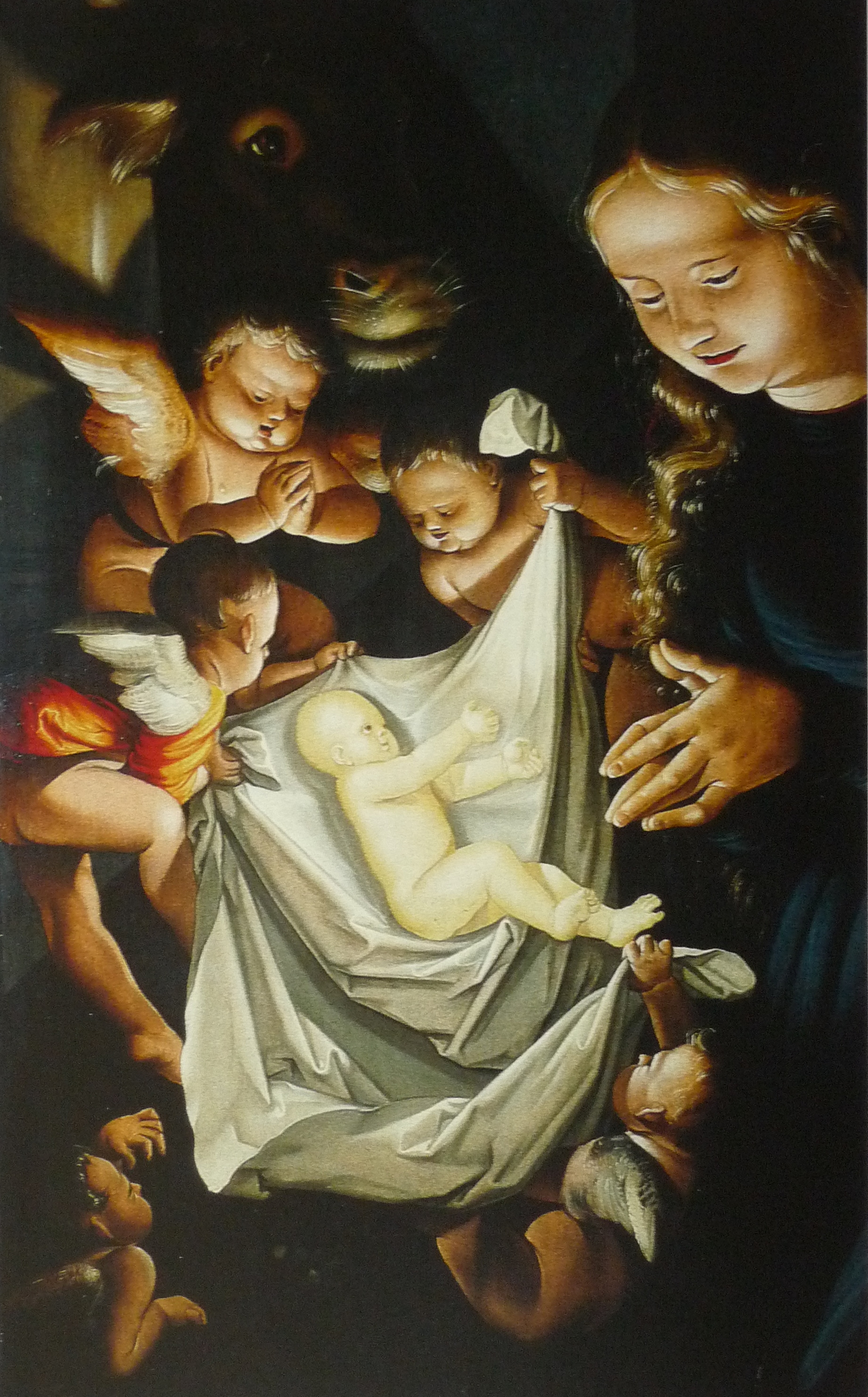
Boże Narodzenie (fragment) – Maryja pochylona nad Dzieciątkiem Jezus

O ile obraz przedstawiający scenę Nawiedzenia jest zdominowany przez czerwień, biel i błękit, to obraz Bożego Narodzenia wypełnia niemal w całości jedna barwa – ciemnogranatowa barwa nocy, którą rozświetla promieniujące światłością Dzieciątko Jezus, leżące w białym płótnie, w centrum obrazu. W jego blasku widać również twarze Maryi i Józefa oraz aniołki podtrzymujące z troską i oddaniem płótno z nowo narodzonym.
Dzieciątko Jezus jest jedynym źródłem światła na obrazie. Na niemal czarnym niebie widać tylko słaby blask księżyca lub Gwiazdy Betlejemskiej, w którym pojawia się gołębica Ducha Świętego. Maryja klęczy na kamiennej podłodze stajni, której wygląd jest ledwie zaznaczony poprzez fragment muru, otwarty strop i różnego rodzaju podpory. Zza ramion Maryi wygląda stary, brodaty Józef, oczy ma zamknięte, tylko jego łysiejąca głowa połyskuje w ciemności. Scenie przygląda się również wół stojący za gromadką aniołków. W promieniującym od Dzieciątka świetle widoczne są jego potężne, lśniące rogi oraz łagodny pysk, chrapy i jedno duże, ciemne oko.

### Ucieczka do Egiptu
Tematem ostatniego obrazu bożonarodzeniowego jest ucieczka Świętej Rodziny do Egiptu. Biblijną inspiracją obrazu stał się fragment Ewangelii Mateusza (Mt 2, 13–15), opowiadający o tym, jak pogrążonemu we śnie Józefowi objawił się anioł i nakazał zabrać Maryję i małego Jezusa i uciekać do Egiptu przed zemstą Heroda.
Obraz ukazuje Świętą Rodzinę już w trakcie ucieczki. Jest pogodny dzień. Maryja siedzi na osiołku. W prawej ręce trzyma swobodnie cugle, a w lewej zawinięte w płótno Dzieciątko Jezus, wyglądające jakby chciało się wydostać spod ramienia Matki na zewnątrz. Ubrany na czerwono Józef, przykryty krotką peleryną z kapturem na głowie, trzyma na ramieniu kij podróżny z przewieszonym skórzanym bukłakiem z wodą. Na palcu jego lewej ręki widnieje zwisający różaniec. Patrzy czule na Maryję. Pomimo kamienistej i niebezpiecznej drogi którą przemierzają, nie spuszcza jej ani na chwilę z oczu.
Za plecami Maryi balansuje aniołek. Jedną rączką trzyma się kurczowo jej sukni, drugą ciągnie ku sobie liść palmy daktylowej, na którym baraszkują trzy inne aniołki zrywające owoce. Przedstawiona na obrazie narracja odwołuje się do średniowiecznej legendy, według której anioł podczas postoju nachylił w kierunku Józefa wysoką palmę, aby ten mógł nazrywać owoców na posiłek.
Pod stopami Świętej Rodziny kwitną rośliny, wśród których też widać pełznącego ślimaka winniczka i szczygła. Kwitnący pęd truskawek, krzaki babek oraz niebieskich i żółtych irysów przebijają się spomiędzy ostrych skał. Ich umieszczenie na obrazie jest nieprzypadkowe, bowiem wszystkie one poprzez swą symbolikę stanowią dopełnienie religijnego przesłania dzieła. Szczygieł, który pojawia się również na frankfurckim Rajskim Ogrodzie i na wielu innych obrazach Maryjnych, dzięki swemu szczególnemu upodobaniu do cierni symbolizuje w chrześcijańskiej ikonografii Mękę Pańską i śmiertelną ofiarę Jezusa Chrystusa. Podobnie jak szczygieł, także irys symbolizuje mękę Syna oraz ból Matki spowodowany Jego śmiercią. Również kwitnąca truskawka jest uważana za symbol Maryjny, wskazujący na jej pokorę i skromność.
Dość niezwykłe jest umieszczenie w kontekście życia Maryi ślimaka winniczka. Możliwe, że chodzi w tym wypadku o jakiś szczegół wynikający z obserwacji natury przez artystę, a nie o ściśle chrześcijańską interpretację ślimaka jako symbolu.

## Strona tylna

### Ukrzyżowanie

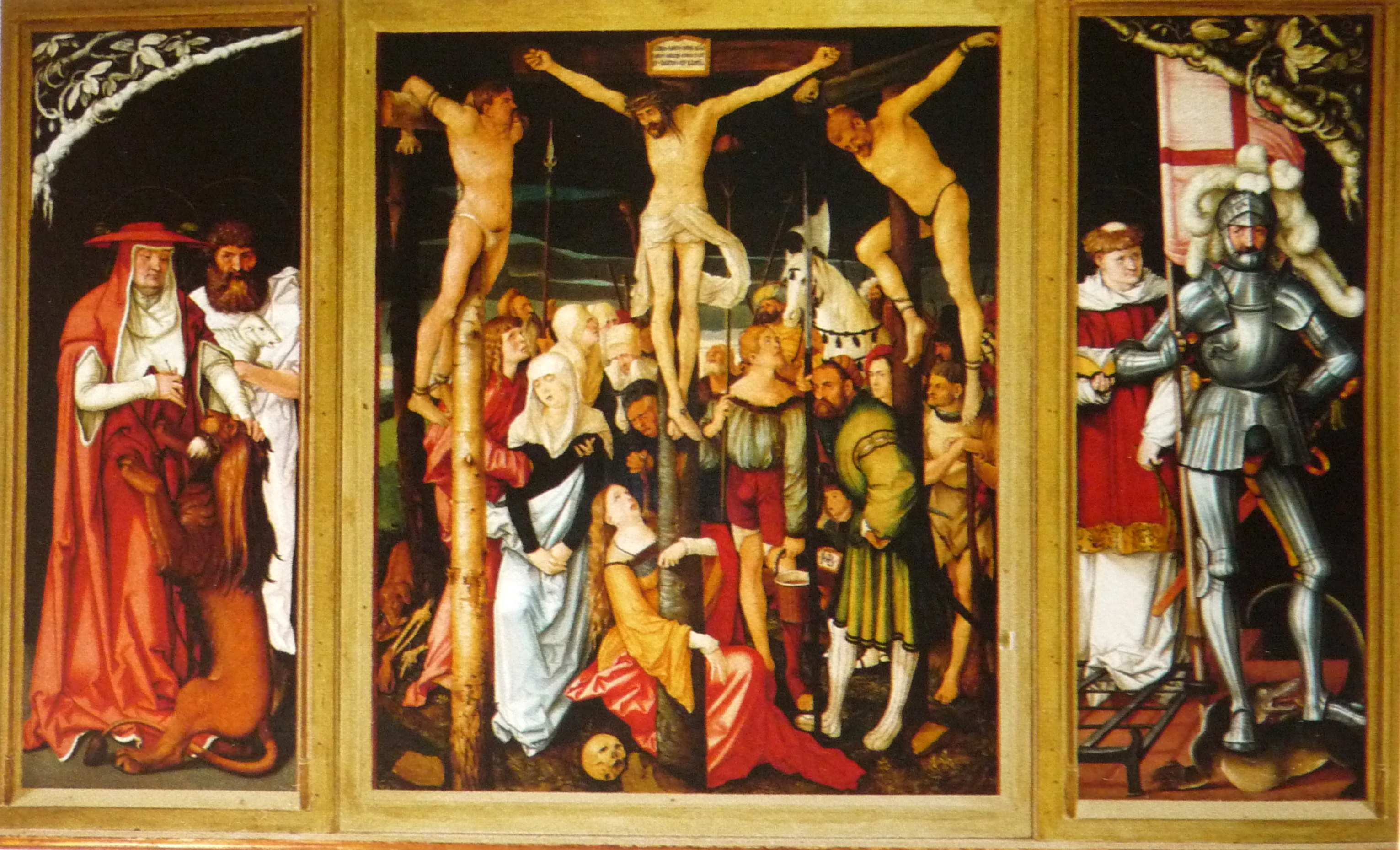
Strona tylna ołtarza – "Ukrzyżowanie"

W okresie wielkiego postu, począwszy od Środy Popielcowej do Wielkiego Czwartku, ołtarz główny jest zasłaniany wielką zasłoną wielkopostną o wymiarach 12,5 m x 10 m, pochodzącą z 1612. Od Niedzieli Wielkanocnej do Bożego Ciała zdobi go tzw. "Srebrny ołtarz", dzieło złotnika z poł. XVIII w.
Scena Ukrzyżowania rozgrywa się pośród gęstego tłumu ludzi na tle mrocznego, granatowego nieba. Biblijną inspiracją dla dzieła stał się werset Ewangelii Mateusza: Od godziny szóstej mrok ogarnął całą ziemię, aż do godziny dziewiątej (Mt 27,45). Jezus wisi na belce krzyża z rozciągniętymi ramionami. Nad nim przybita jest tablica z szyderczym napisem po hebrajsku, grecku i łacinie: "To jest Jezus, Król Żydowski". Nagie, sponiewierane ciało Ukrzyżowanego z licznymi śladami ran po ubiczowaniu spowija na biodrach przepaska z białej tkaniny, rozwiewana przez wiatr. Głowa w koronie cierniowej jest pochylona z wyczerpania. Po obu stronach Chrystusa ukrzyżowano dwóch złoczyńców. Złoczyńca po lewej stronie, skruszony, patrzy z nadzieją na Chrystusa, podczas gdy drugi (z prawej) zmaga się samotnie ze śmiercią.

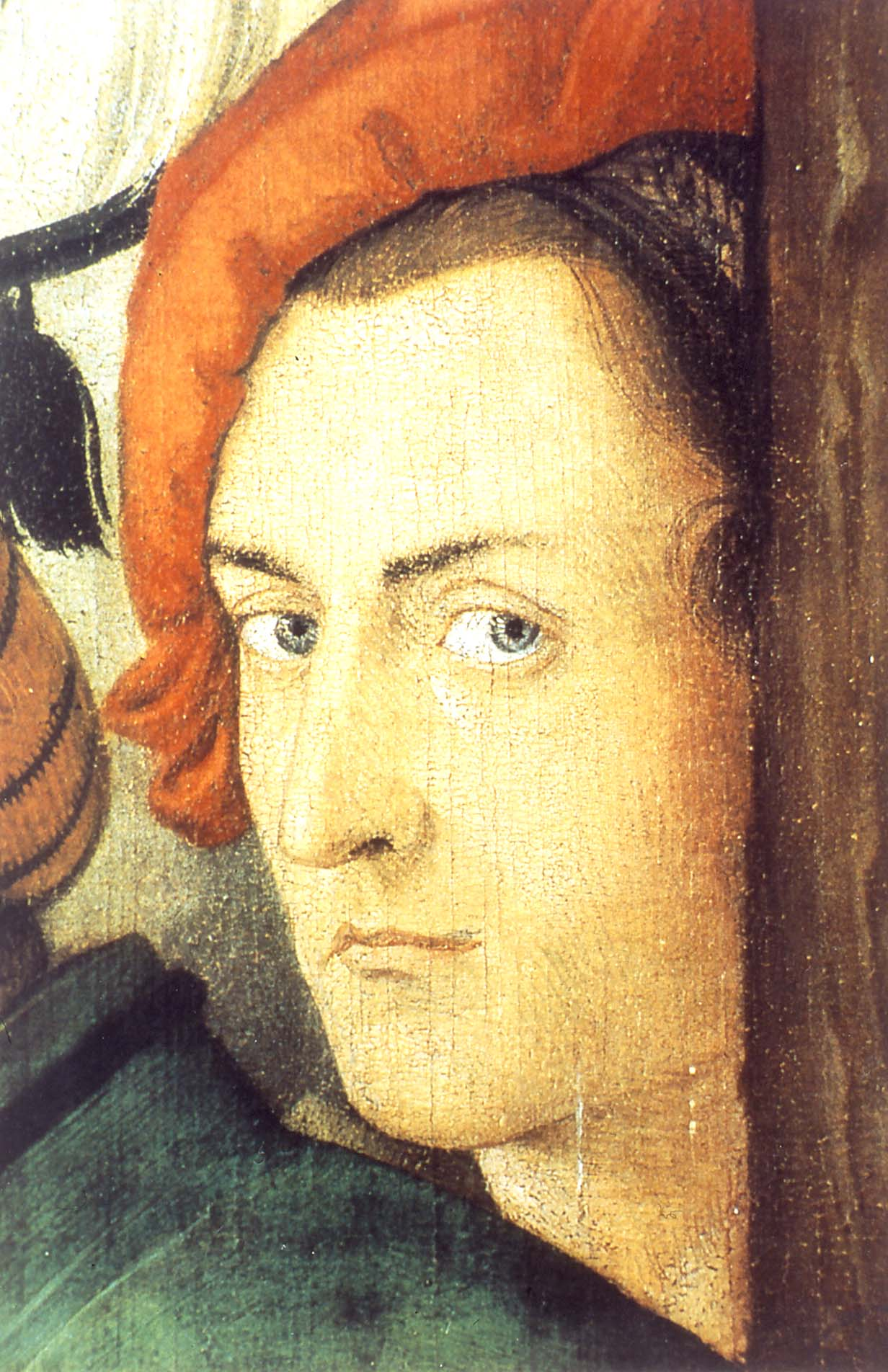
Hans Baldung Grien

U stóp krzyża klęczy zalana łzami Maria Magdalena. Obejmuje ona kurczowo drzewo krzyża, kierując wzrok ku górze, ku umierającemu Chrystusowi. Obok niej stoi Jan, umiłowany uczeń, pocieszający bolejącą Maryję, którą powierzył mu umierający Zbawiciel. Za Maryją stoją inne płaczące niewiasty. Widać też Stefatona, żołnierza rzymskiego, podającego Chrystusowi zatkniętą na włóczni gąbkę z octem, oraz dowódcę straży z długą halabardą. Na prawo od niego Hans Baldung przedstawił samego siebie jako młodego giermka z czerwoną, zawadiacką czapką na głowie. Jako jedyna z postaci przedstawionych na obrazie patrzy on dokładnie w kierunku widza. Stojący przed nim mały chłopiec trzyma tabliczkę z inicjałami "HBG", nie pozostawiającymi wątpliwości, kto jest autorem dzieła. Pod stopami zgromadzonych widać kości i ludzką czaszkę; to nawiązanie do hebrajskiej nazwy miejsca kaźni: Golgoty.
Tylko niektóre postacie z obrazu noszą na sobie ubiory epoki biblijnej; większość ma na sobie stroje z epoki Baldunga.

### Tablice boczne
Granatowe, mroczne niebo jest elementem łączącym centralny obraz Ukrzyżowania i dwie boczne tablice w jedną całość. Na lewej bocznej tablicy przedstawione są dwie postacie: ojciec Kościoła św. Hieronim i św. Jan Chrzciciel. Św. Hieronim nosi na sobie czerwony płaszcz i kapelusz kardynalski. Pieszczotliwie gładzi grzywę lwa, który jest jego ikonograficznym atrybutem. Lew nie jest przedstawiony realistycznie, lecz przypomina raczej lwa heraldycznego; wspiera się na tylnych łapach i unosi się pionowo, opierając się przednimi łapami o brzuch świętego, który w prawej ręce trzyma długi cierń, wyciągnięty, zgodnie z legendą, z łapy zwierzęcia. Za św. Hieronimem stoi brodaty św. Jan Chrzciciel, ubrany na biało, z barankiem na ręku.
Św. Hieronim jest patronem uczonych i położonego w pobliżu Uniwersytetu we Fryburgu, do którego w XVI w. należała katedra.
Św. Jan Chrzciciel należy do tych świętych, którzy są najczęściej przedstawiani na obrazach ołtarzowych. Tak też stało się i w przypadku ołtarza katedralnego, tym bardziej, że jest on patronem autora obrazu, Hansa [Johannesa] Baldunga, który namalował jeszcze jeden obraz ołtarzowy pod wezwaniem tego świętego, umieszczony w położonej naprzeciwko kaplicy Schneewelinkapelle.
Prawa boczna tablica ukazuje św. Wawrzyńca i św. Jerzego. Św. Jerzy ubrany jest od stóp do głów w metalową zbroję, podkreślającą wytworny kształt jego ciała. Na głowie ma hełm zwieńczony bujnym kołpakiem z białego futra. Jest przedstawiony w niemal klasycznym kontrapoście: cały ciężar jego ciała opiera się na jednej nodze, podczas gdy druga jest odciążona i lekko wspiera się na niewielkim smoku, leżącym na ziemi. Lewa ręka wspiera się o biodro, na którym wisi wystający z pochwy miecz, natomiast w prawej trzyma swój zwyczajowy atrybut, białą chorągiew z czerwonym krzyżem. Również smok ma, podobnie jak jego odpowiednik z lewej tablicy, lew, kształt heraldyczny. Za św. Jerzym stoi, nieco z boku, św. Wawrzyniec. Został on przedstawiony jako młody diakon z tonsurą, trzymający w prawej ręce otwartą księgę. Ma na sobie długą, białą szatę, przykrytą czerwonym paramentem z szerokimi, złotymi obszywkami. Fałdy szaty spływają na ciężki, żelazny ruszt, symbolizujący jego męczeńską śmierć za wiarę za cesarza Dioklecjana.
Św. Jerzy jest patronem miasta Fryburg a jego atrybut, biała chorągiew z krzyżem, to również flaga i herb tego miasta. Św. Wawrzyniec w średniowieczu był jednym z najpopularniejszych świętych, był czczony jako patron ubogich, piekarzy, kucharzy, bibliotekarzy. Uważano, że chroni od pożarów i pomaga w chorobach reumatycznych i w poparzeniach. Być może z tego powodu znalazł swoje eksponowane miejsce na obrazie "Ukrzyżowania".

## Predella
Przednią część predelli stanowi relief pochodzący z warsztatu snycerskiego Hansa Wydyza, z którym Hans Baldung często współpracował podczas pracy nad ołtarzem. Tematem predelli jest pokłon Trzech Króli. W zapadłej stajni, przez której zbutwiały dach prześwituje niebo, Dzieciątko Jezus przyjmuje dary od jednego z Króli, podczas gdy św. Józef pokornie obserwuje całą scenę z boku. Z lewej i prawej strony podchodzą w wytwornym orszaku dwaj pozostali Królowie z darami. Ukształtowanie terenu i roślinność symbolicznie wskazują na położone na wierzchołku góry święte miasto Jerusalem. Krajobraz i architektura zostały odmalowane w ciemnoniebieskich i fioletowych barwach, z którymi ostro kontrastują złote barwy szat postaci na obrazie. Złotawe niebo przypomina strukturą motywów zdobniczych złote tła występujące na obrazach średniowiecznych.

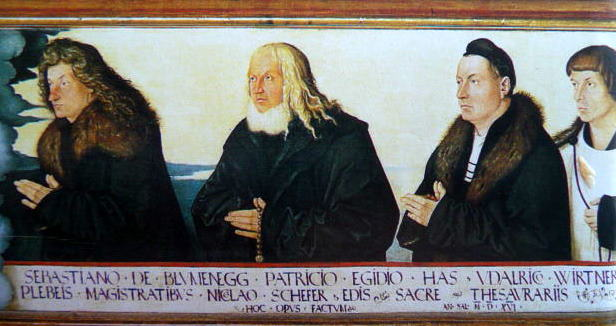
Predella, część tylna (fragm.)

Tylna część predelli przedstawia na tle jasnego, żółtawego nieba portrety do pasa trzech kuratorów katedralnych i skarbnika, którzy modląc się stoją w rzędzie przed Maryją. Maryja z Dzieciątkiem Jezus na ręku ukazuje się w złotym niebie, otoczonym wieńcem obłoków. Lewą ręką podtrzymuje ona połyskującą kulę ziemską, którą bawi się Dzieciątko. Jego prawa rączka pociąga za białą woalkę na głowie Matki, przezierającą spod brązowej narzuty, przykrywającej również jej głowę. W przeciwieństwie do obowiązujących, konwencjonalnych wyobrażeń Maryi, Maryja przedstawiona przez Baldunga nosi pod brązową narzutą niemal czarną suknię.
Kuratorzy katedralni ubrani są w ciężkie, ciemne szaty, wykończone drogocennym futrem, natomiast skarbnik, Nikolaus Scherer, nosi, w przeciwieństwie do nich, białą kamizelkę. O imionach przedstawionych postaci informuje umieszczony pod nimi łaciński napis:
SEBASTIANO DE – BLUMENEGG – PATRICIO – EGIDO – HAS – UDALRICOWIRTNER PLEBEIS 
MAGISTRATIBUS – NICOLAO SCHERER – EDIS – SACRE – THESAURARIIS H
HOC OPUS FACTUM AN SAL M-D-XVI
W prawej pachwinie łuku predelli przedstawione są dwa putta siedzące na obłokach, podczas gdy w lewej pachwinie zawieszona została sygnatura malarza.

## Sygnatury malarza

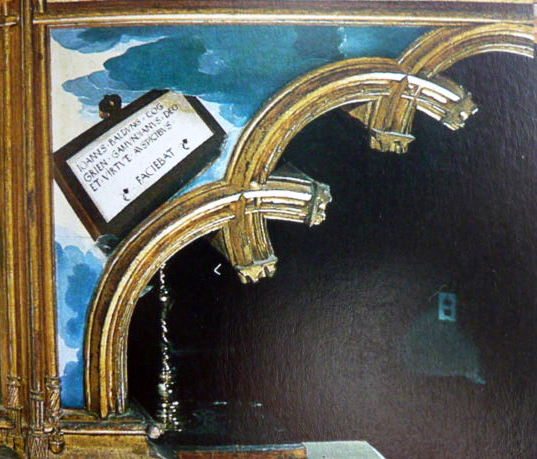
Inskrypcja w lewej pachwinie łuku tylnej strony predelli.

Hans Baldung sygnował obraz ołtarzowy w dwóch różnych miejscach. W scenie ”Ukrzyżowania” mały chłopiec stojący pomiędzy dowódcą straży z długą halabardą a młodym giermkiem, przedstawiającym samego Hansa Baldunga trzyma niewielką, drewnianą tabliczkę z sygnaturą malarza: HBG.
W lewym luku tylnej strony predelli widnieje wyczerpujący napis; w stylu trompe-l’œil umieszczona została na tle pokrytego obłokami nieba drewniana tabliczka w ramkach, zacieniona przez jeden z obłoków. Na tabliczce znajduje się następujący napis po łacinie:
JOANNES BALDVNG – COG GRIEN GAMVNDIANVS – DEO ET VIRTVTE AVSPICIBVS – FACIEBAT.
Hans Baldung naśladował tu wiernie styl sygnatury Albrechta Dürera z obrazu ”Adam i Ewa“.

## Zasłona wielkopostna

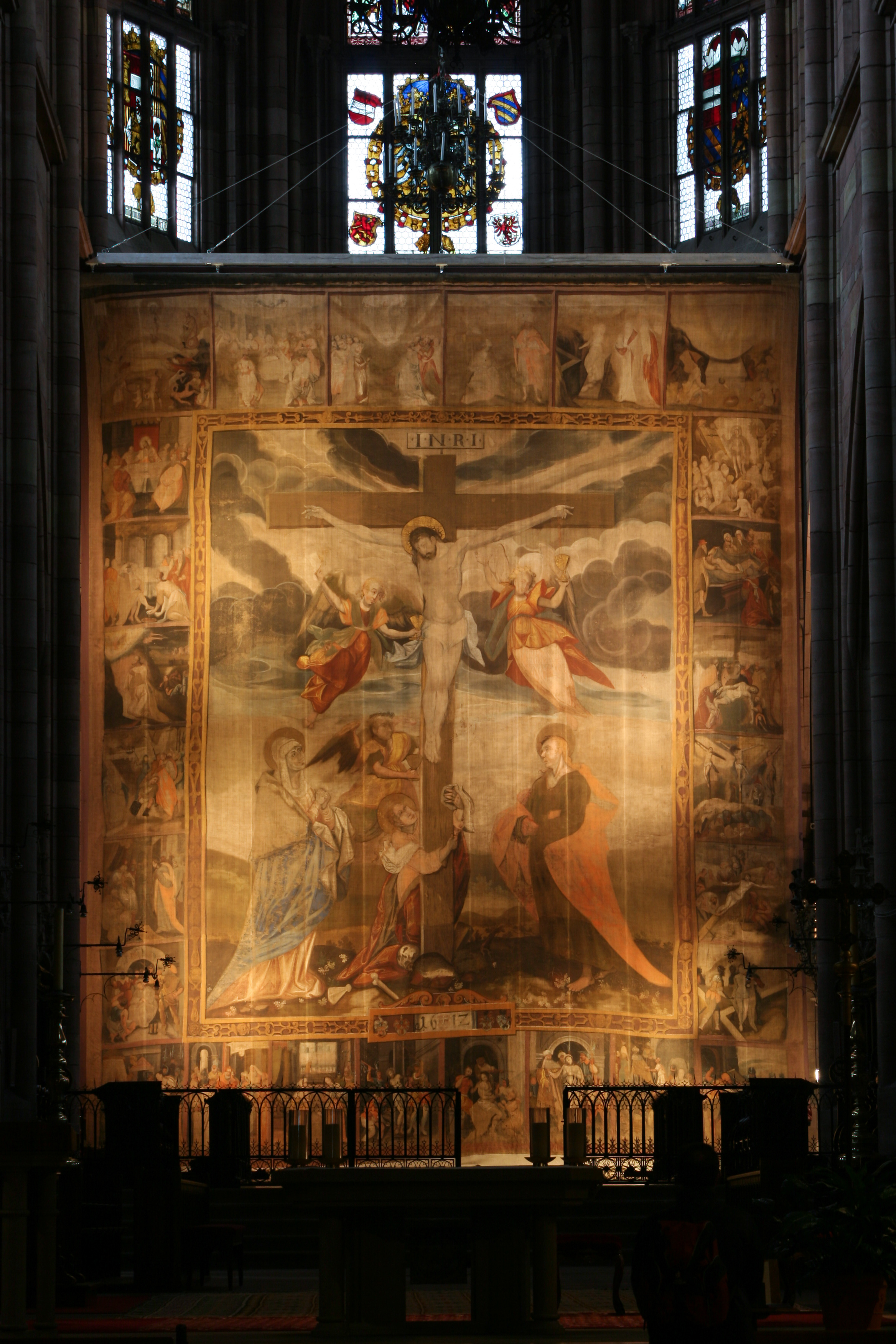
Zasłona wielkopostna.

W okresie wielkiego postu ołtarz główny jest przesłonięty wielką zasłoną o wymiarach 10,14 x 12,25 m, ważącą ponad tonę. Dzieło to zostało namalowane farbą olejną na płótnie w 1612 i jest największym tego rodzaju malowidłem w Europie, zachowanym do naszych czasów. Zostało ono w 2003 odrestaurowane i wzmocnione specjalnym materiałem. Od tamtego czasu jest ono corocznie zawieszane na linach w prezbiterium, zasłaniając je niemal w całości. Zasłona wisi w okresie od Środy Popielcowej do Wielkiego Czwartku.
Tematem zasłony jest Męka Pańska. W części centralnej znalazła się scena “Ukrzyżowania”, którą obramowuje 25 obrazów opowiadających o męce Pańskiej.